# Lubaantun
Lubaantun (ou Lubaantún) est un site archéologique maya située dans le district de Toledo au Belize, à environ 40 km au nord-ouest de Punta Gorda.

## Étymologie
Le nom antique du site est actuellement inconnu ; « Lubaantun » est un terme maya moderne qui peut se traduire par « lieu des pierres tombées ».

## Historique
La ville date de l'ère classique maya, s'épanouissant du début du VIIIe siècle jusqu'à la fin du IXe siècle, et semble avoir été complètement abandonnée peu après. L'architecture est quelque peu commune aux sites mayas d'époque classique, typique des basses terres. Les structures de Lubaantun sont la plupart du temps construites avec de grands blocs de pierre sans mortier. Les angles des bâtiments (temples et pyramides) sont arrondis. Le centre de la cité se trouve sur une grande terrasse artificielle surélevée située entre deux petites rivières, ce qui lui confère une défense militaire.

## Découvertes archéologiques
Au début du XXe siècle, les habitants de divers villages mayas du secteur, signalent l'existence de ruines près de Punta Gorda. En 1903, le docteur Thomas William Francis Gann spécialiste de l'archéologie Maya, arrive pour repérer et étudier l'emplacement. En 1905, il édite deux rapports au sujet des ruines.
La même année, l'expédition archéologique conduite par R. E. Merwin de l'université Harvard, dégage le site de la végétation, entreprend les premières fouilles, réalise une carte détaillée et prend des mesures et des photographies. L'équipe met au jour un terrain de jeu de balle accompagné de glyphes représentant le jeu lui-même.
En 1926/1927, une dernière expédition archéologique anglaise conduite par T.A. Joyce travaille dans la cité maya.
Pendant plus de 40 ans, la cité de Lubaantun va subir le pillage des chercheurs de trésors. 
En 1970, un projet commun archéologique entre les universités d'Harvard et de Cambridge va être mené sous la responsabilité de l'archéologue Normand Hammond.

## Curiosité
C'est à Lubaantun que l'aventurier Mitchell-Hedges prétend avoir découvert un mystérieux crâne de cristal en 1924. Selon son récit c'est sa fille adoptive qui aurait participé aux fouilles le jour de son anniversaire et aurait découvert le crâne, dans les ruines de la cité. Il n'en fera cependant jamais mention avant 1944. Ce crâne de cristal aurait en fait été acheté par Mitchell-Hedges chez Sotheby's en 1944.